# Borja González (historietista)
Borja González (Badajoz, 1982) es un historietista e ilustrador español.

## Biografía
Nacido y criado en Badajoz, tuvo una formación autodidacta. Comenzó a publicar en diversos fanzines y posteriormente ha trabajado como ilustrador profesional. Su debut llegó con La boca del lobo (2012), en la que se recrea un encuentro ficticio entre los pintores extremeños Antonio Juez y Carolina Coronado. En 2014 fundó el sello editorial El verano del cohete junto con Mayte Alvarado y Ruí Díaz, en el que se daban cabida tanto a obras propias como a otros autores emergentes.
En 2016 lanzó La reina Orquídea, una obra sobre creatividad en la que empieza a desarrollar el estilo propio que ha marcado su trayectoria. Por ese cómic logró un contrato editorial para publicar The Black Holes (Reservoir Books, 2018), primera parte de la trilogía «Las tres noches»: una fábula que cruza dos historias de épocas distintas sobre realización personal. Esta obra supuso su confirmación en la historieta española y tuvo repercusión internacional, lo que le ha llevado a trabajar desde 2020 para el mercado franco-belga.
En 2021 publicó su tercer álbum, Grito nocturno, editado por Dargaud en el mercado franco-belga y por Reservoir Books en su edición en español. La obra explora asuntos como el olvido, la incertidumbre y la amistad entre las tres protagonistas, desde un punto de vista lírico y surrealista. Gracias a este trabajo, Borja González fue galardonado con el Premio Nacional del Cómic de 2023, otorgado por el Ministerio de Cultura de España. Ese mismo año cerró la trilogía con la publicación de El pájaro y la serpiente.

## Estilo
La obra de González se caracteriza por un estilo propio que comenzó a desarrollar en La reina Orquídea. La mayoría de los personajes que aparecen en sus obras son mujeres, y a partir de The Black Holes comparte una protagonista, Teresa, cuyo carácter evoluciona con cada título. Las situaciones que viven estos personajes están basadas en las sensaciones y percepciones del propio autor, quien además deja hilos abiertos para que el lector se implique en cada historia.
Desde La reina Orquídea los personajes de sus obras no tienen rostro y siguen un estilo sintético, por lo que González presta especial atención a la expresión corporal, al dinamismo de las poses y a la atmósfera que les rodea. Otro elemento importante es el uso del color, con una paleta limitada que está justificada según el argumento de cada novela. En The Black Holes el color sirve para marcar épocas y en Grito nocturno distingue tanto los escenarios como estados de ánimo: gamas de azules en los exteriores para crear un aspecto homogéneo, y mayor variedad en los interiores para reflejar sentimientos y detalles reservados a la intimidad.

## Obra
- La boca del lobo (Editora Regional de Extremadura, 2012), Borja González y Alejo Bueno.
- Apocalípis según San Juan (Editores de Tebeos, 2012), obra colectiva.
- Fantasmas (El verano del cohete, 2014), obra colectiva.
- La reina Orquídea (El verano del cohete, 2016)
- The Black Holes (Reservoir Books, 2018)
- Grito nocturno (Dargaud, 2021), editado en España por Reservoir Books
- The Unseen Records (webcómic, 2021)[8]
- El pájaro y la serpiente (Dargaud, 2023), editado en España por Reservoir Books